# Paracentrobia punctata
Paracentrobia punctata är en stekelart som beskrevs av Howard 1897. Paracentrobia punctata ingår i släktet Paracentrobia och familjen hårstrimsteklar. Inga underarter finns listade i Catalogue of Life.